# Pitch Perfect 3
Pitch Perfect 3 è un film del 2017 diretto da Trish Sie, sequel di Pitch Perfect 2.

## Trama
Dopo aver finito il college, le Barden Bellas sono in difficoltà con le loro vite e il loro lavoro, fino a quando l'ex-membro Aubrey (Anna Camp)  propone un piano per riunire le ragazze in un'ultima occasione e di cantare in un tour in Europa. Le ragazze, però, devono affrontare le difficoltà della competizione sfidando band con strumenti musicali.

## Distribuzione
Il film, uscito nei Paesi Bassi il 21 dicembre 2017 e negli USA il 22 dicembre 2017, è uscito nelle sale italiane il 14 giugno 2018.